# التفريع
التفريع في فقه الإمام مالك بن أنس هو كتاب في الفقه المالكي، لصاحبه الإمام أبي القاسم عبيد الله بن الحسين بن الحسن بن الجلاب (ت 378 هـ)، هو كتاب جامع لأبواب الفقه على المذهب المالكي يرجع إلى عصر متقدم نسبيًا، ويوثق آراء أكبر الفقهاء المالكية الأولين ويختصرها، يعتبر كتاب التفريع من أهم كتب المالكية في الفروع، ولذلك اشتغل الناس به كثيراً، وعول عليه كثير من المالكيين.

## التعريف بالكتاب
يعد الكتاب من أبرز كتب المالكية، ومرجعاً معتمداً عندهم يرجعون إليه في الوصول إلى الأقوال المشهورة والمعتمدة في المذهب، قال القرافي في معرض كلامه عن سبب تأليفه لكتاب الذخيرة أن التفريع لابن الجلاب من الكتب التي اعتمد عليها:
| التفريع | وقد آثرت أن أجمع بين الكتب الخمسة التي اعتكف عليها المالكيون شرقاً وغرباً حتى لا يفوت أحداً من الناس مطلب، ولا يعوزه أرب، وهي المدونة، والجواهر، والتلقين، والجلاب، والرسالة. | التفريع |

ويبلغ عدد مسائله ـ على ما ذكره التتائي ـ ثمانية عشر ألف مسألة، منها اثنتا عشرة ألف موافقة لما في المدونة، وستة آلاف ليست فيها، وذكر العز بن عبد السلام أنها ثمانية عشر ألف مسألة عن مالك سوى أصحابه. كما أن هذا الكتاب من أهم المؤلفات الفقهية التي أنتجتها المدرسة البغدادية المالكية في القرن الهجري الرابع، وهو عبارة عن مختصر فقهي جامع لكل أبواب الفقه، على المذهب المالكي، رتّب المؤلف كتابه كما يلي: 
- بدأه بأحكام العبادات، بدأ بالطهارة، ثم الصلاة، ثم الزكاة، ثم الصيام، ثم الحج، ثم الجهاد، ثم الجنائز، ثم الأيمان والنذور، فالأطعمة وما يلحق بها، ثم العتق، ثم النكاح.
- ثم ثني بأحكام المعاملات، فبدأ بالبيوع، فالإجارة، فالمساقاة، فالشركة.
- ثم ثلث بكتاب الجراح والديات، والحدود، فكتاب القضاء وما يتعلق به كالحجر والرهن.
- ثم تعرض لأحكام المواريث.
- ثم ختم كتابه بجامع في الأخلاق والآداب.[4]

## منهج الكتاب
يعتمد منهج الكتاب على التفريع والتفصيل؛ ولهذا سماه بعضهم «تفريع الفروع»، وقد ساق المسائل بطريقة الافتراض، كما اعتمد على منهج الإيجاز والاختصار؛ ولهذا سماه بعضهم «مختصر التفريع»، وبعضهم «مختصر الجلاب».